# Henryk Skrzyński
Henryk Skrzyński herbu Zaremba (ur. 1822 w Harcie, zm. 17 kwietnia 1903 w Krakowie) – polski duchowny katolicki, społecznik, filantrop.

## Życiorys
Był synem Wincentego (1771–1850) i Konstancji z Fredrów (1785–1865). Ojciec był ziemianinem, noszącym galicyjskie honorowe tytuły szlacheckie, współfundatorem lwowskiego Zakładu dla Ociemniałych oraz Galicyjskiej Kasy Oszczędności. Matka była starszą siostrą Aleksandra Fredy. Henryk Skrzyński miał czterech starszych braci, Ignacego (1807–1895), Władysława (1804–1873), Franciszka Ksawerego (1811–1892), Ludwika (1816–1881).
Pierwsze nauki pobierał w rodzinnym majątku Bachórz, potem uczęszczał do szkół we Lwowie i odbył studia filozoficzne w Pradze. W latach 1843–1847 kształcił się w seminarium duchownym w Przemyślu, w 1847 przyjmując święcenia kapłańskie. Przez początkowe kilkanaście lat posługi duszpasterskiej był wikariuszem kolejno w Przeworsku, Łańcucie, Krośnie, Szebniach, Odrzykoniu. Od 1856 był właścicielem majątku w Ustrobnej w powiecie krośnieńskim; ufundował tu parafię i od 1861 był proboszczem honorowym. Powstały pod jego kierunkiem kościół pod wezwaniem św. Jana Kantego został wyświęcony w 1877. W latach 1868–1883 Skrzyński pełnił funkcję dziekana frysztackiego, w 1874 otrzymał tytuł szambelana papieskiego, w 1875 – godność kanonika honorowego kapituły przemyskiej.
Przez wiele lat w pracy duszpasterskiej współpracował z jezuitami. W 1873 zainicjował działalność Bractwa Boni Pastoris, stawiającego sobie za cel pracę misyjną w diecezji przemyskiej; stał się niebawem zasłużonym dla rozwoju Bractwa przewodniczącym jego Wydziału. Jako aktywny społecznik zasiadał w Radzie Powiatowej w Krośnie (1868–1878, 1881–1884), a z ramienia tej Rady brał udział w pracach Rady Szkolnej Okręgowej w Jaśle. Był członkiem Towarzystwa Gospodarczo-Rolniczego w Krakowie. W latach 1868–1871 nadzorował w Ustrobnej pracę szkół ludowych.
W 1883 przeszedł na emeryturę, ale za namową biskupa Albina Dunajewskiego przeniósł się do Wieliczki w 1886, także tam wypełniając obowiązki proboszcza (oraz prepozyta). Pięć lat później osiadł w Krakowie, gdzie należał do aktywnych działaczy charytatywnych, wspierając szczególnie młodzież szkolną i akademicką (m.in. Bratnią Pomoc Słuchaczy Uniwersytetu Jagiellońskiego). Był też zaangażowany w działalność związku okręgowego katolickich stowarzyszeń dla robotników „Przyjaźń”.
Zmarł w Krakowie, pochowany został w Ustrobnej. Pozostawił w testamencie liczne zapisy, m.in. dla Bratniej Pomocy Słuchaczy Uniwersytetu Jagiellońskiego, Towarzystwa św. Wincentego à Paulo, Zakładu Brata Alberta, Bractwa Najświętszej Maryi Panny (na utrzymanie krakowskiego przytułku dla sług), internatu Seminarium Nauczycielskiego w Krakowie, gimnazjum polskiego w Cieszynie, a także dla wdów po wielickich górnikach oraz na restaurację katedry wawelskiej.